# Marek Jędrzejczak
Marek Jędrzejczak (ur. 7 stycznia 1953) – polski lekkoatleta, skoczek wzwyż, medalista mistrzostw Polski.

## Kariera sportowa
Był zawodnikiem AZS Łódź i Floty Gdynia.
Na mistrzostwach Polski seniorów na otwartym stadionie zdobył jeden medal w skoku wzwyż: srebrny w 1974. Podczas halowych mistrzostwach Polski seniorów wywalczył także jeden medal: srebrny w 1973.
Rekord życiowy w skoku wzwyż: 2,16 (11.09.1974).